# Línea 84 (Media Distancia)
La línea 84 (Sevilla - Córdoba - Málaga) es una línea de ferrocarril de Media Distancia tipo Avant que recorre la comunidad española de Andalucía. Discurre por vías de alta velocidad electrificadas a 25 000 V CA de ancho internacional, pertenecientes a Adif. Es operada por la sección de Media Distancia de Renfe Operadora mediante trenes Serie 104, y surge de la extensión de la línea Avant entre Sevilla-Santa Justa y Córdoba hasta Málaga cuando se finalizó la línea de alta velocidad Córdoba - Málaga.
La duración mínima del viaje es de 1 hora y 55 minutos. Existe otra línea que une Sevilla-Santa Justa y Málaga pero por vía convencional, la línea 67. Además entre Sevilla-Santa Justa y Córdoba hay otras líneas de tren regional, tanto convencional (línea 66) como de alta velocidad (línea 76).
El paso por Córdoba supone un rodeo para aprovechar las líneas de alta velocidad existentes en la actualidad.
El Eje Ferroviario Transversal de Andalucía, que se encuentra en construcción, permitirá que el recorrido sea directo entre Antequera-Santa Ana y Sevilla-Santa Justa.